# Gamla Boråsvägen

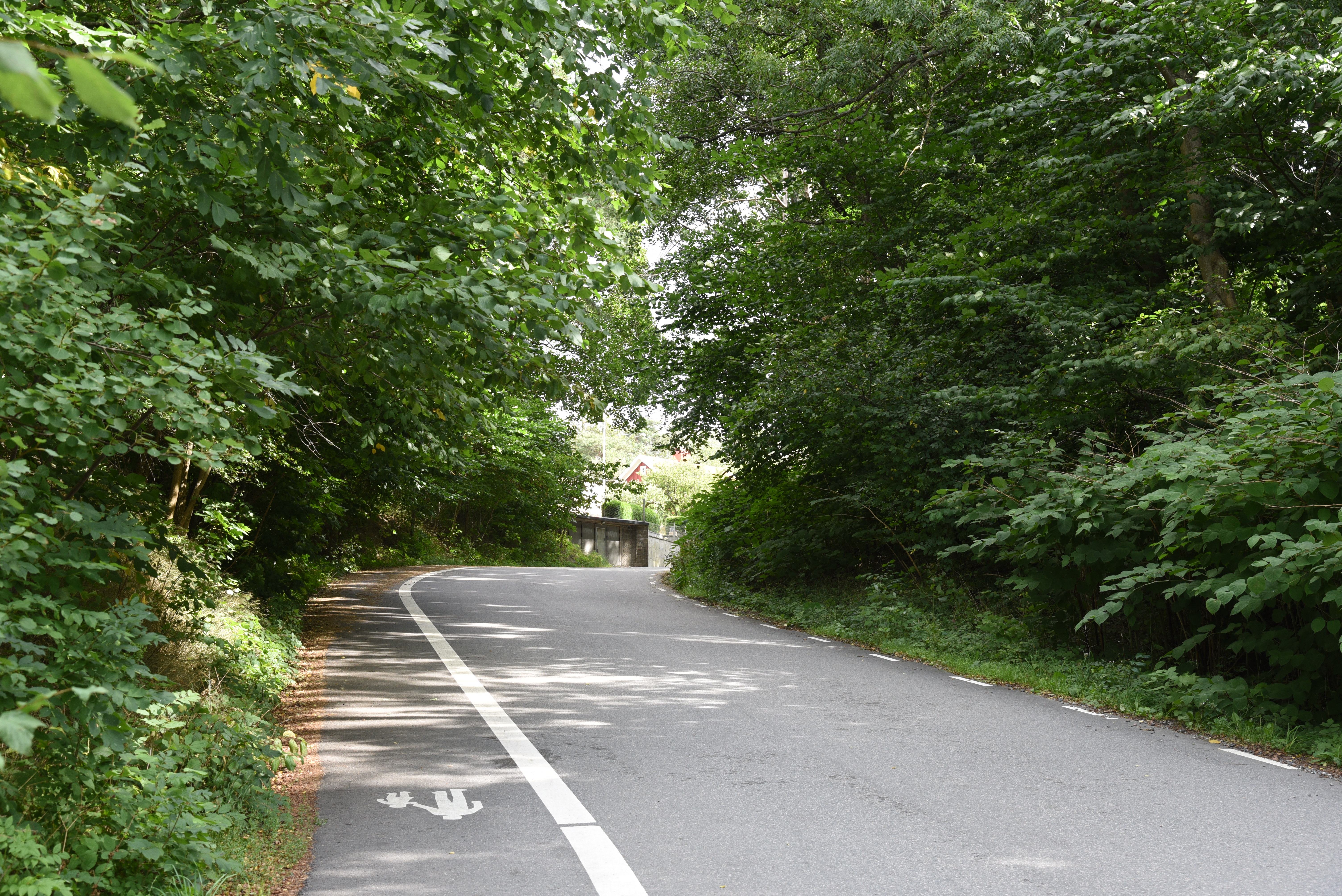
Gamla Boråsvägen – backen upp från Kallebäcks källa.

Gamla Boråsvägen är en väg i stadsdelarna Kallebäck och Skår i Göteborg och som börjar vid Kallebäcks före detta skola och går ut på J A Fagerbergs väg intill Delsjömotet. Sträckan har mycket gamla anor som väg, men iordningställdes och belades med gatsten först på 1930-talet. Vägen var från 1945 fram till 1950-talet en del av riksfemman (från 1962 riksväg 40) och tjänade vid denna tid som in- och utfart från Göteborg. Den smala, branta och krokiga sträckan hade namnet Kallebäcks lider och var fruktad av både bil- och hästförare. Äldre göteborgare benämner ibland dagens Kallebäcksbacke på nuvarande R 40 Kallebäcks lider som byggdes om till fyrfilig motorväg i slutet av 1970-talet.